# Litewskie wojska pancerne 1918–1940
Zasugerowano, aby zintegrować ten artykuł z artykułem Litewskie siły pancerne (dyskusja). Nie opisano powodu propozycji integracji.
Artykuł opisuje historię litewskich wojsk pancernych w latach 1918–1940
Litwa ogłosiła niepodległość 16 lutego 1918 r. Kiedy z jej terytorium wycofały się wojska niemieckie w listopadzie tego roku, natychmiast wkroczyły tam oddziały bolszewickie. Inwazja została powstrzymana z pomocą Niemców, ale Litwini zachowali jedynie 1/3 swoich terenów bez stolicy Wilna. W wyniku kontrofensywy podjętej w 1919 r. ziemie litewskie zostały odzyskane. Armia litewska pod koniec 1919 r. walczyła z Niemcami, zaś w 1920 r. z Polakami. Ważną rolę w czasie wojny o niepodległość odegrały pociągi pancerne. Jednym z nich był „Gedyminas”, zbudowany w 1920 r., a następnie przejęty przez Polaków. Litwini dysponowali też samochodami pancernymi. Pierwszym był zdobyty na bolszewikach w maju 1919 r. Iżorski-Fiat (nazwany „Žaibas”). Służył on następnie w Kłajpedzie, zajętej przez wojska litewskie w styczniu 1923 r., aż do przejęcia miasta przez Niemców w marcu 1939 r. Pod koniec 1919 r. Litwini otrzymali od aliantów 5 niemieckich samochodów pancernych Erhardt/Daimler-Behelftswagens, które otrzymały nazwy „Aras”, „Perkunas”, „Pragaras”, „Sarunas” i „Savanoris”. Utworzono z nich pluton samochodów pancernych, na czele którego stanął kpt. K. Musteiskis. Użyto ich podczas walk z Polakami o Wileńszczyznę pod koniec 1920 r.

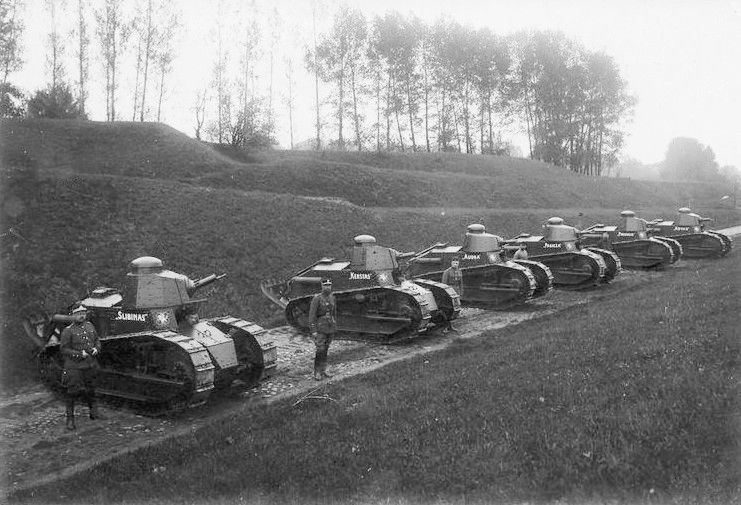
Kompania litewskich czołgów FT-17, 1924

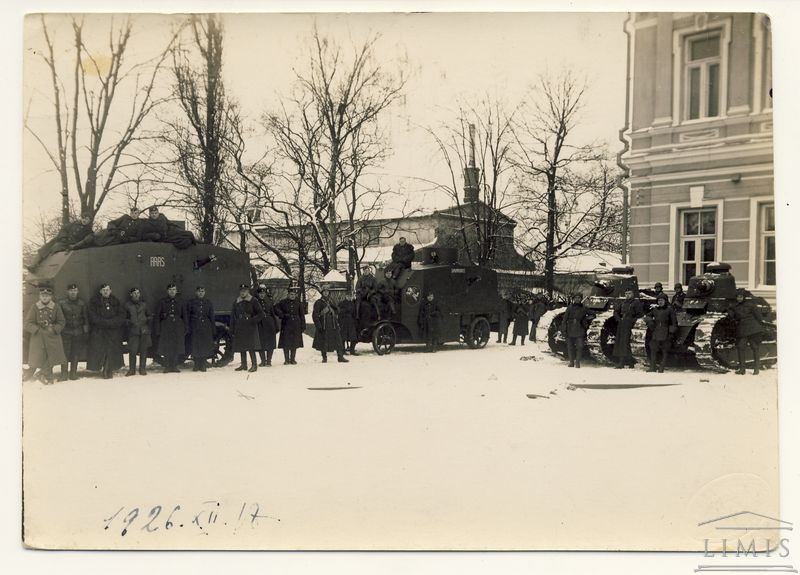
Litewskie pojazdy Ehrhardt/Daimler Behelftswagen oraz 2 czołgi FT-17, Kowno 1926

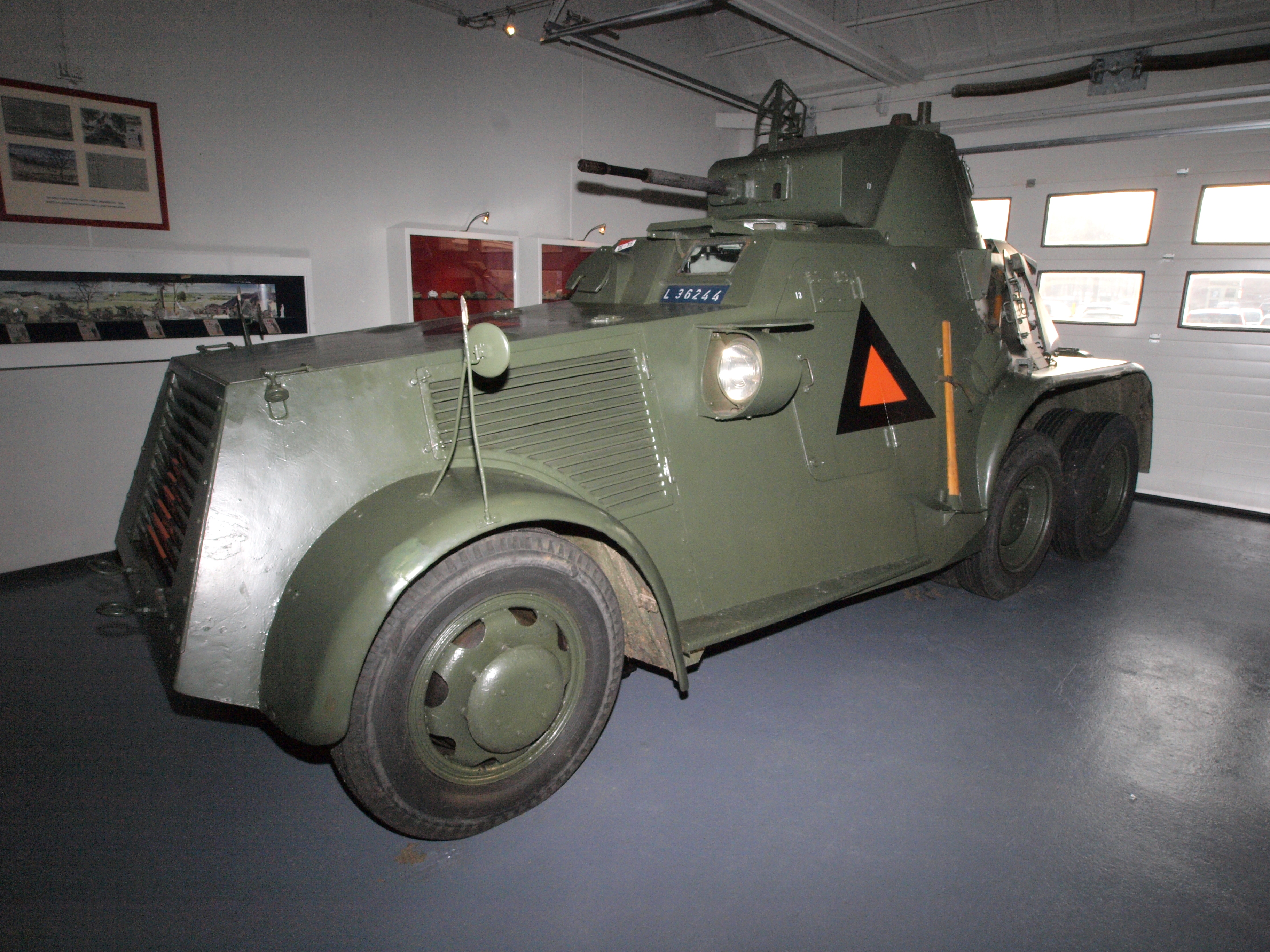
Pojazd Landsverk w holenderskim muzeum

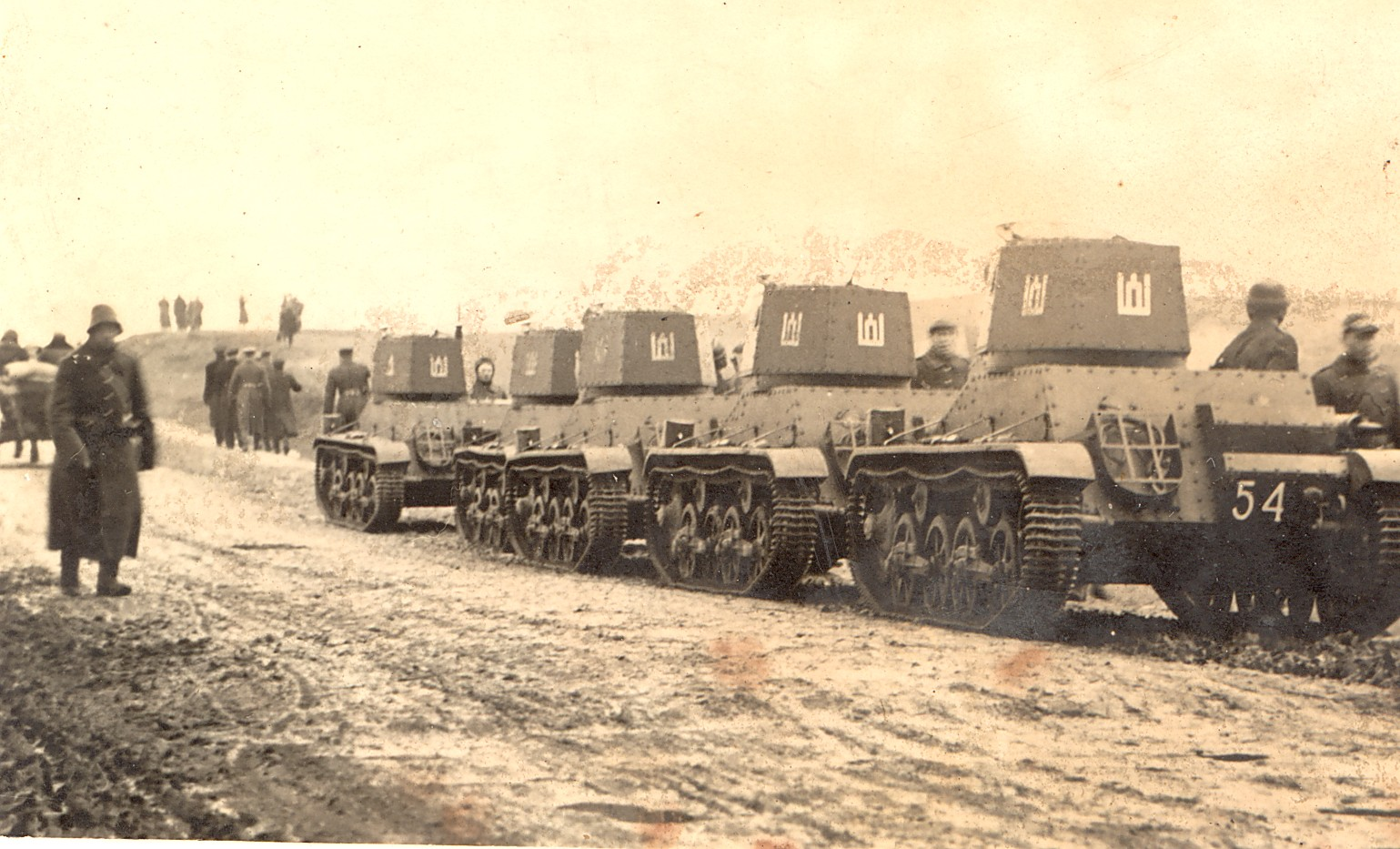
Litewskie czołgi lekkie Vickers M1936 w drodze do Wilna, 1939

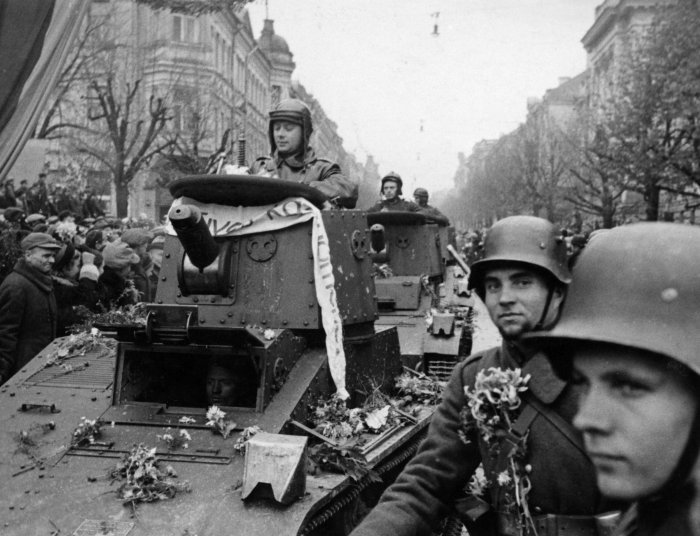
Litewskie czołgi lekkie Vickers M1936 w czasie zajmowania Wilna w 1939

Po zakończeniu działań wojskowych litewskie siły zbrojne zasiliły 3 nowe pociągi: „Gedyminas”, „Gelezininku Vilkas” i „Kestutis”. Utworzyły one Pułk Pociągów Pancernych, rozwiązany w 1935 r. W połowie 1923 r. Litwa zakupiła we Francji 12 nieuzbrojonych czołgów FT-17. Nazwano je „Audra”, „Drąsutis”, „Galiūnas”, „Giltinė”, „Griaustinis”, „Karžygys”, „Kerštas”, „Kovas”, „Pagieža”, „Pykuolis”, „Slibinas” i „Smūgis”. W Kownie otrzymały one karabiny maszynowe Maxim 7,92 mm. W 1924 r. w Radziwiliszkach utworzono 1 Kompanię Czołgów, podzieloną na trzy plutony po 4 czołgi każda. W grudniu 1933 r. nabyto kolejne czołgi. Było to 16 Vickersów M1933, uzbrojonych w karabin maszynowy Vickers 7,92 mm lub działko 37 mm. 4 czołgi zostały wyposażone w radiostację. Utworzyły one 2 Kompanię Czołgów, stacjonującą w Kownie i Radziwiliszkach. W tym samym roku Litwini zakupili w Szwecji również 6 nowoczesnych samochodów pancernych Landsverk L-181, uzbrojonych w półautomatyczne działko 20 mm i 2 karabiny maszynowe Maxim 7,92 mm. Dostarczono je w 1934 r. Otrzymały one kolejno numery 29, 30, 31, 32, 33 i 34. Zgrupowano je w Kompanii Samochodów Pancernych w składzie trzech plutonów po 2 pancerki w Kownie, Radziwiliszkach i Taurogach. W maju 1936 r. armia litewska otrzymała kolejnych 16 czołgów Vickers M1933. Weszły one w skład 3 Kompanii Czołgów w Olicie i Taurogach.
Pod koniec października 1939 r. 10 czołgów Vickers z 2 i 3 Kompanii Czołgów wkroczyło do przekazanego przez sowietów Wilna. 7 listopada tego roku w wyniku pożaru w litewskiej bazie wojskowej w Wilnie spłonęło 7 lub 8 czołgów Vickers, zaś 2 lub 3 zostały poważnie uszkodzone. Pod koniec lat 30. władze litewskie miały plany zastąpienia 12 przestarzałych czołgów FT-17 21 lekkimi czołgami LTL produkcji czechosłowackiej, uzbrojonymi w półautomatyczne działko 20 mm i 2 karabiny maszynowe Maxim 7,92 mm. Jednakże z powodu zajęcia Litwy przez Armię Czerwoną 17 czerwca 1940 r., zamówienie nie zostało zrealizowane. Po okupacji ziem litewskich armia tego państwa weszła w skład sowieckiego XXIX Korpusu Terytorialnego.
Na początku 1940 r. organizacja litewskich wojsk pancernych wyglądała następująco:
- 1 Kompania Samochodów Pancernych (6 pancerek Landsverk L-181),
- 1 Kompania Czołgów (12 czołgów FT-17)
- 2 Kompania Czołgów (15 czołgów Vickers)
- 3 Kompania Czołgów (15 czołgów Vickers)